# Concerto pour violon no 2 de Szymanowski
Pour les articles homonymes, voir Concerto pour violon no 2.
Le Concerto pour violon no 2, op. 61, de Karol Szymanowski a été composé en 1933, et fait partie des œuvres tardives du compositeur.

## Style et structure musicale
Comme le Concerto pour violon no 1 op. 35 (1916), il se joue continûment. La longue première section marque un léger retour au style mélodique de la période médiane du compositeur, mais dans l'ensemble, comparé au premier concerto, le second reste plus conventionnel. Notamment, le violon reste souvent dans son registre médian, et la palette orchestrale est plus mince, de même que la forme est plus simple.
Comme pour le premier concerto, le violoniste Paweł Kochański, qui fut le soliste créateur de l'œuvre, a aussi composé une cadence, à la fin de la première section, qui conduit à un finale très dansant, aux accents populaires, jusqu'à la conclusion en la majeur.

## Mouvements
1. Moderato - Andante sostenuto - Tempo I - Cadenza
2. Allegramente, molto energico
3. Andantino molto tranquillo - Tempo I (Allegramente, animato)

- Durée d'exécution : environ vingt-et-une minutes[2].

## Discographie
Le concerto pour violon no 2 de Szymanowski est souvent couplé avec le concerto pour violon no 1.
- Roman Lasocki, avec l'Orchestre philharmonique de Katowice dirigé par Karol Stryja, Naxos, 1989.
- Chantal Juillet avec l'orchestre symphonique de Montréal dirigé par Charles Dutoit, Decca, 1993.
- Konstanty Andrzej Kulka (en) avec l'orchestre symphonique national de la radio polonaise dirigé par Jerzy Maksymiuk, EMI, 1995.
- Thomas Zehetmair avec l'orchestre symphonique de Birmingham dirigé par Simon Rattle, EMI, 1995.
- Kaja Danczowska (pl) avec l'orchestre philharmonique de Varsovie dirigé par Kazimierz Kord, Accord, 1996.
- Ilya Kaler (en) avec l'orchestre philharmonique de Varsovie dirigé par Antoni Wit, Naxos, 2006.
- Frank Peter Zimmermann avec l'orchestre philharmonique de Varsovie dirigé par Antoni Wit, Sony Classical, 2009.